# Il canarino non si tocca
Il canarino non si tocca (Canary Row) è un film del 1949 diretto da Friz Freleng. È un cortometraggio d'animazione della serie Merrie Melodies, distribuito negli Stati Uniti limitatamente nel 1949 e in distribuzione generale il 7 ottobre 1950; il film rappresenta la prima apparizione della Nonna. Fu inizialmente candidato per l'Oscar al miglior cortometraggio d'animazione ai premi Oscar 1950, ma la candidatura fu ritirata dal produttore Edward Selzer. Nel 1980 i ricercatori di linguistica David McNeill ed Elena Levy scelsero Il canarino non si tocca come test di stimolo per uno studio sulla comunicazione non verbale; da allora il film è diventato uno stimolo standard ampiamente utilizzato nella ricerca linguistica su come le persone comunicano quando raccontano storie agli altri. Dal 1997 viene distribuito col titolo Scherzi da canarino.

## Trama
Dalla "società di osservatori di uccelli", Silvestro vede la gabbia con dentro Titti, che è posta sul davanzale della finestra della camera 158 del "residence ala spezzata". Silvestro tenta di entrare nel residence, ma viene cacciato via, poiché al suo interno non sono ammessi i cani e i gatti. Prova perciò diverse volte a raggiungere Titti arrampicandosi sul tubo di scarico dell'acqua piovana, venendo però cacciato via ogni volta dalla Nonna o dal canarino. Silvestro cerca poi di raggiungere l'obiettivo travestendosi da scimmia, da fattorino, catapultandosi tramite un'altalena e un peso e lanciandosi con una corda, ma ogni tentativo fallisce. Infine cerca di raggiungere la finestra camminando su un cavo di alimentazione del tram. Prima di arrivare alla meta, però, sopraggiunge un tram guidato da Titti e dalla Nonna; il gatto preso dal panico tenta di allontanarsi dal mezzo, venendo però fulminato diverse volte.

## Distribuzione

### Edizione italiana
Il corto arrivò in Italia direttamente in televisione negli anni ottanta. Il doppiaggio, eseguito dalla Effe Elle Due e diretto da Franco Latini su dialoghi di Maria Pinto, fu effettuato senza usare la colonna internazionale, rimuovendo quindi la musica durante i dialoghi e lasciando in inglese le canzoni di Titti. Il corto fu poi ridoppiato dalla Angriservices Edizioni sotto la direzione di Renzo Stacchi, stavolta interamente e usando la colonna internazionale, per l'uscita in due VHS nel marzo 1997. In DVD tuttavia è stato inserito il primo doppiaggio.

### Edizioni home video

#### VHS
America del Nord
- Stars of Space Jam: Sylvester and Tweety (26 novembre 1996)

Italia
- L'inimitabile Silvestro (1996)
- Le stelle di Space Jam: Silvestro e Titti (marzo 1997)
- Il meglio delle stelle di Space Jam (marzo 1997)

#### DVD e Blu-ray Disc
Il corto fu pubblicato in DVD-Video in America del Nord nel quarto disco della raccolta Looney Tunes Golden Collection: Volume 1 (intitolato Looney Tunes All-Stars: Part 2) distribuita il 28 ottobre 2003, dove è visibile anche con un commento audio di Jerry Beck; il DVD fu pubblicato in Italia il 2 dicembre 2003 nella collana Looney Tunes Collection, col titolo All Stars: Volume 2. Fu inserito anche nel secondo disco della raccolta DVD Looney Tunes Spotlight Collection Volume 1, uscita in America del Nord sempre il 28 ottobre 2003, ristampato il 17 giugno 2014 col titolo Looney Tunes Center Stage: Volume 2. In Italia fu invece incluso nel DVD Il tuo simpatico amico Tweety uscito il 9 settembre 2009. Fu inserito anche nel DVD Tweety & Silvestro della collana Looney Tunes Super Stars, uscito in America del Nord il 30 novembre 2010 e in Italia l'8 dicembre. Fu poi incluso (nuovamente con il commento audio) nel secondo disco della raccolta Looney Tunes Platinum Collection: Volume Three, uscita in America del Nord in Blu-ray Disc il 12 agosto 2014 e in DVD il 4 novembre. È stato infine inserito nel DVD Sylvester and Tweety della collana Stars of Space Jam, uscito in America del Nord il 9 ottobre 2018.